# Fabiano Alto
Fabiano Alto (Fabiàn in dialetto spezzino) è una frazione del comune della Spezia, in Liguria.

## Storia
La prima menzione scritta di Fabiano Alto risale a un documento di donazione del 1059; apparteneva ai monaci di San Venerio al Tino, ma forse in antico era stato una filiazione della Pieve di Santo Stefano di Marinasco, i cui arcipreti la rivendicarono nel secolo XIII.
Nel XIII secolo Fabiano faceva parte della podesteria di Carpena anche dopo la scissione tra la stessa e Spezia nel 1343, rientrando in quest'ultima con la creazione della podesteria unica nel 1371.

## Monumenti e luoghi d'interesse

### Architetture religiose
- Chiesa parrocchiale di Sant'Andrea, risalente al XIII secolo.[3]

- Santuario di Nostra Signora dell'Olmo.[1]

### Architetture civili
- Casa Pilloa.